# Магнезиев оксид
Магнезиевият оксид (MgO) е бял хигроскопичен минерал, който в природата се среща под формата на периклаз. Решетката му съдържа Mg2+ и O2− йони, свързвани от йонна връзка. При наличието на вода образува магнезиев хидроксид (MgO + H2O → Mg(OH)2), но реакцията е обратима чрез нагряване. Поради стабилността си, магнезиевият оксид се използва като моделна система за изучаване на вибрационните свойства на кристалите.

## Получаване
Магнезиевият оксид се получава чрез калцинация на магнезиев карбонат или магнезиев хидроксид. Последният се добива чрез обработването на разтвори на магнезиев дихлорид, обикновено морска вода с варовик.
Mg2+ + Ca(OH)2 → Mg(OH)2 + Ca2+
Калцинацията при различна температура води до магнезиев оксид с различна реактивност. Високите температури (1500 – 2000 °C) намаляват наличната повърхност и изгарят съединението, превръщайки го в нереактивен огнеупорен материал. Температури между 1000 и 1500 °C образуват магнезиев оксид с ограничена реактивност, докато при температури между 700 и 1000 °C се получава реактивно съединение. Въпреки че известно разпадане на карбоната до оксид настъпва при температури под 700 ° C, останалите материали реабсорбират въглероден диоксид от въздуха

## Приложение
Магнезиевият оксид е ценен огнеупорен материал (твърдо вещество, което е физически и химически стабилно при високи температури). Има две важни качества: висока топлопроводимост и ниска електропроводимост. Това го прави чудесен за направата на тигели. Освен като огнеупорен материал, намира приложение в селското стопанство, химическата промишленост, строителството и другаде. В строителството, облицовката от магнезиев оксид има няколко привлекателни характеристики: пожароустойчивост, устойчивост към термити, влагоустойчивост, устойчивост към мухъл и плесен, здравина.
MgO се използва и за пречистване на подземни води, отпадъчни води, питейна вода, както и за третиране на емисии във въздуха. Когато съединението е на гранули, то се използва в почви, замърсени с метали, като по този начин се покачва pH на почвата до 8 – 10 – нива, при които повечето тежки метали (олово, кадмий и др.) не могат да се разтворят.
Магнезиев оксид се използва за успокояване на киселини и диспепсия, като антацид, магнезиева добавка и краткотрайно разхлабително. Странични ефекти от приемането му могат да включват гадене и спазми. При дълготраен прием може да се получи чревна непроходимост.
Като хранителна добавка, магнезиевият оксид се използва като противосгъстителен агент, например в какаови продукти, консервиран грах и замразени десерти. Има Е-номер E530.
Магнезиевият оксид е абсолютен отразител – вещество с коефициент на отражение, равен на единица в широка спектрална лента. Може да се използва като достъпен еталон на белия цвят.